# Oppdal
Oppdal è un comune norvegese della contea di Trøndelag.